# 馬氏岩頭長頜魚
馬氏岩頭長頜魚，為輻鰭魚綱骨舌魚目象鼻魚科的其中一種，分布於非洲Boro河流域，體長可達8.9公分，棲息在植被生長茂密的潟湖、沼澤底層水域，生活習性不明。